# سلتیارنارنس
سلتیارنارنس (انگلیسی: Seltjarnarnes) یک منطقه مسکونی در منطقه پایتختی، ایسلند است.
این منطقه مسکونی دارای ۴٬۴۱۱ نفر جمعیت است.